# Plohiv, Snovsk
Plohiv (în ucraineană Пльохів) este un sat în comuna Kliusî din raionul Snovsk, regiunea Cernihiv, Ucraina.

## Demografie
Componența lingvistică a localității Plohiv
     Ucraineană (100%)
Conform recensământului din 2001, toată populația localității Plohiv era vorbitoare de ucraineană (100%).